# Aristolochia schultzeana
Aristolochia schultzeana är en piprankeväxtart som beskrevs av Otto Christian Schmidt. Aristolochia schultzeana ingår i släktet piprankor, och familjen piprankeväxter. Inga underarter finns listade i Catalogue of Life.